# 小鍬形蟲
小鍬形蟲(學名:Dorcus rectus)，是一種分布於東亞地區的鍬形蟲，首次發現於日本。